# Palazuelo de las Cuevas
Palazuelo de las Cuevas (en alistanu Parazuelu) es una localidad del municipio español de San Vicente de la Cabeza, perteneciente a la provincia de Zamora, de la comunidad autónoma de Castilla y León. 

## Historia

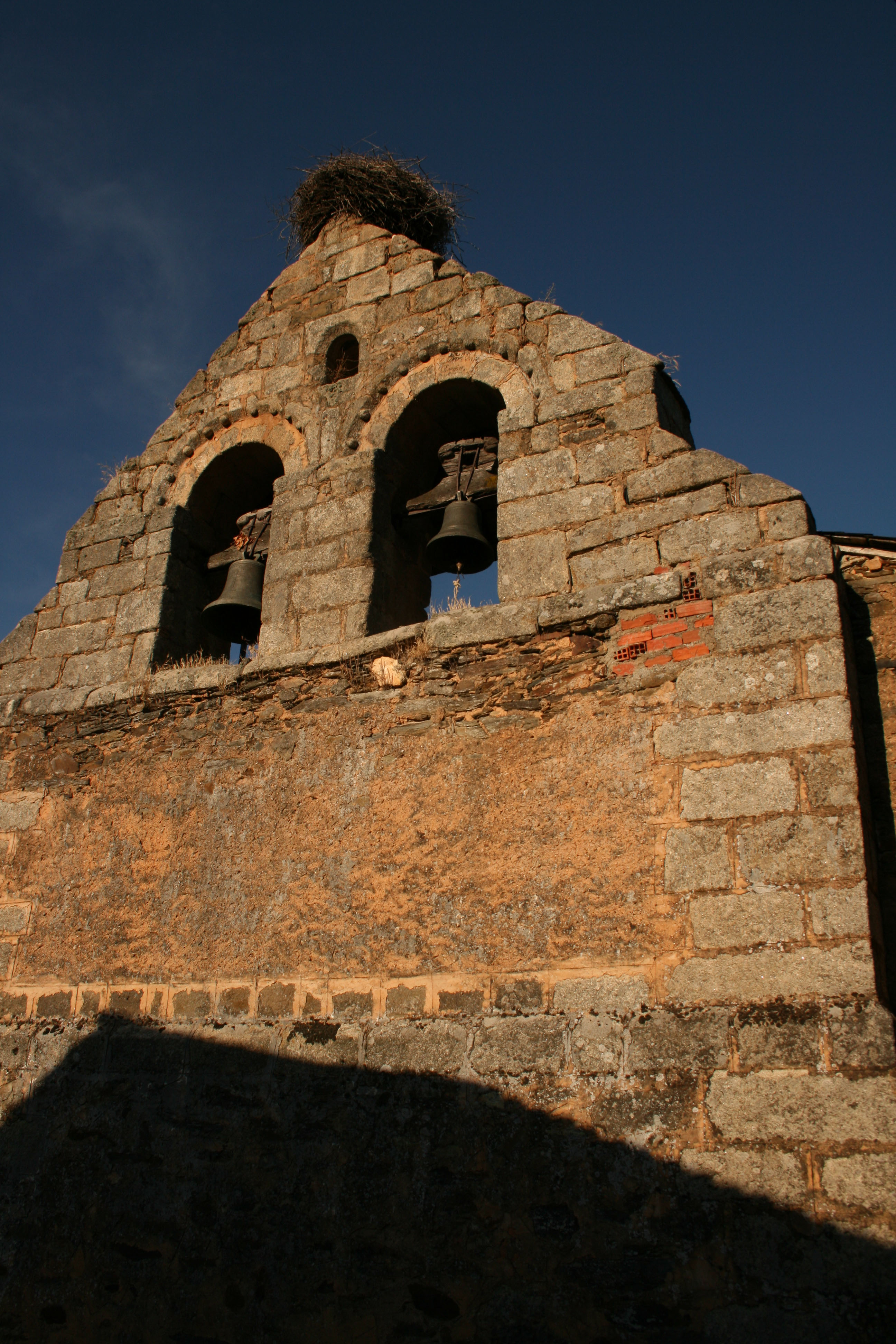
Detalle de la espadaña de la iglesia de Palazuelo

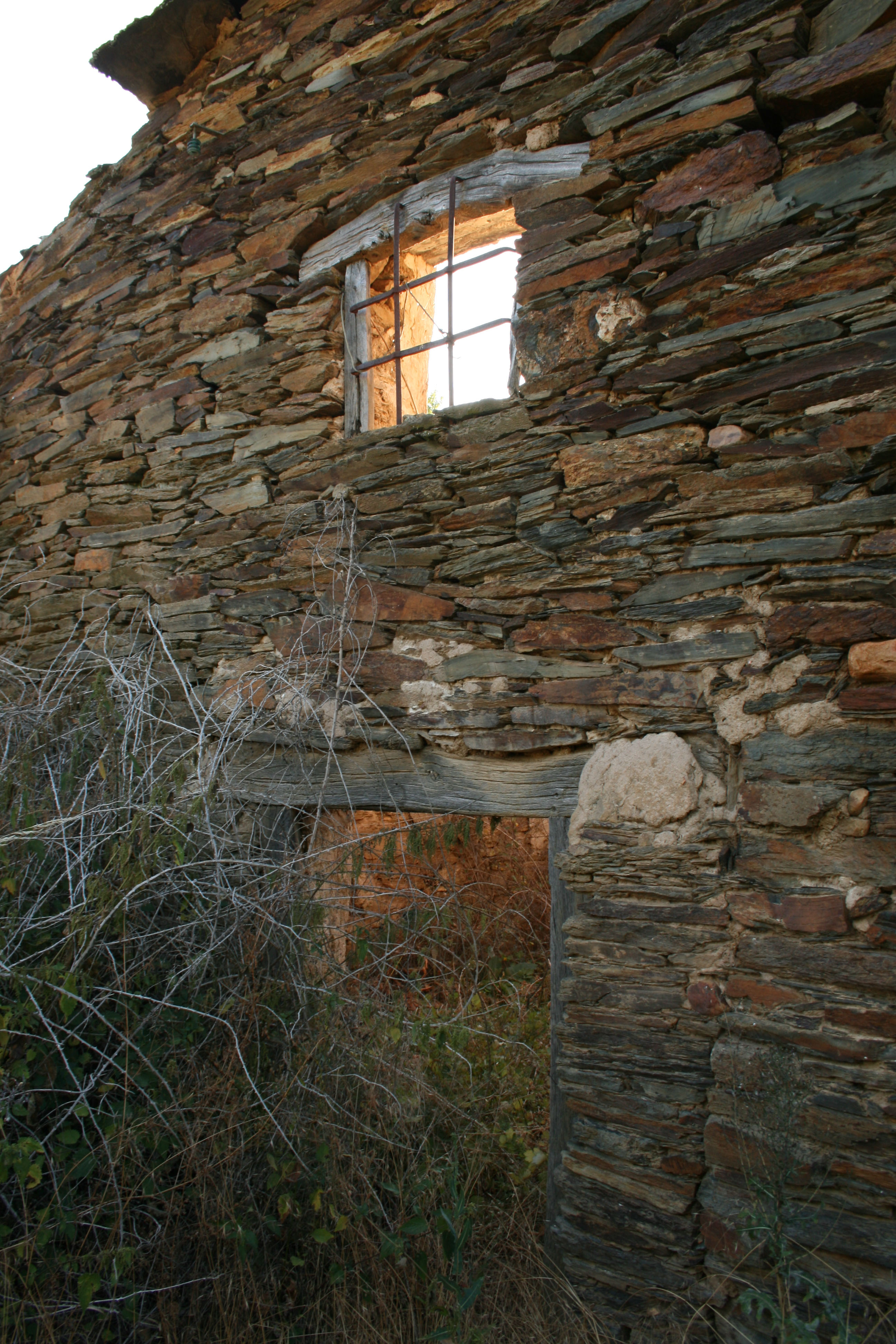
Arquitectura popular.

En la Edad Media, Palazuelo quedó integrado en el Reino de León, cuyos monarcas acometieron la repoblación del oeste zamorano. Tras la independencia de Portugal de León, en 1143, Palazuelo habría sufrido los conflictos que surgieron entre los reinos leonés y portugués por el control de la comarca de Aliste.
Durante la Edad Moderna, estuvo integrado en el partido de Alcañices de la provincia de Zamora, tal y como reflejaba en 1773 Tomás López en Mapa de la Provincia de Zamora.
Así, al reestructurarse las provincias y crearse las actuales en 1833, Palazuelo se mantuvo en la provincia zamorana, dentro de la Región Leonesa, quedando integrado con la creación de los partidos judiciales en abril de 1834 en el de Alcañices, hecho que se prolongó hasta 1983, cuando fue suprimido el mismo e integrado en el Partido Judicial de Zamora.
En torno a 1850, Palazuelo de las Cuevas se integró en el municipio de San Vicente de la Cabeza, en el cual ha permanecido hasta la actualidad.

## Subsuelo
En Palazuelo se ha localizado variscita (en las "Cercas del Diablo"), fosfato de aluminio hidratado que raramente aparece en forma de cristales, haciéndolo en masas compactas o formando agregados nodulares o botroidales. Su color varia dentro de distintos tonos de verde y su textura y dureza media permiten su utilización como piedra ornamental, e incluso semipreciosa (gema). La explotación de mineralizaciones de variscita, se hizo desde antiguo para la elaboración de abalorios. Desde el punto de vista geológico se presentan asociadas a los materiales silicios de la serie volcano-sedimentaria silúrica del Sinforme de Alcañices. Se trata de materiales siliciclásticos depositados en un medio marino, con intercalaciones de calizas, cherts bandeados, cuarcitas y niveles epiclásticos.

## Leyendas

### María siete piernas

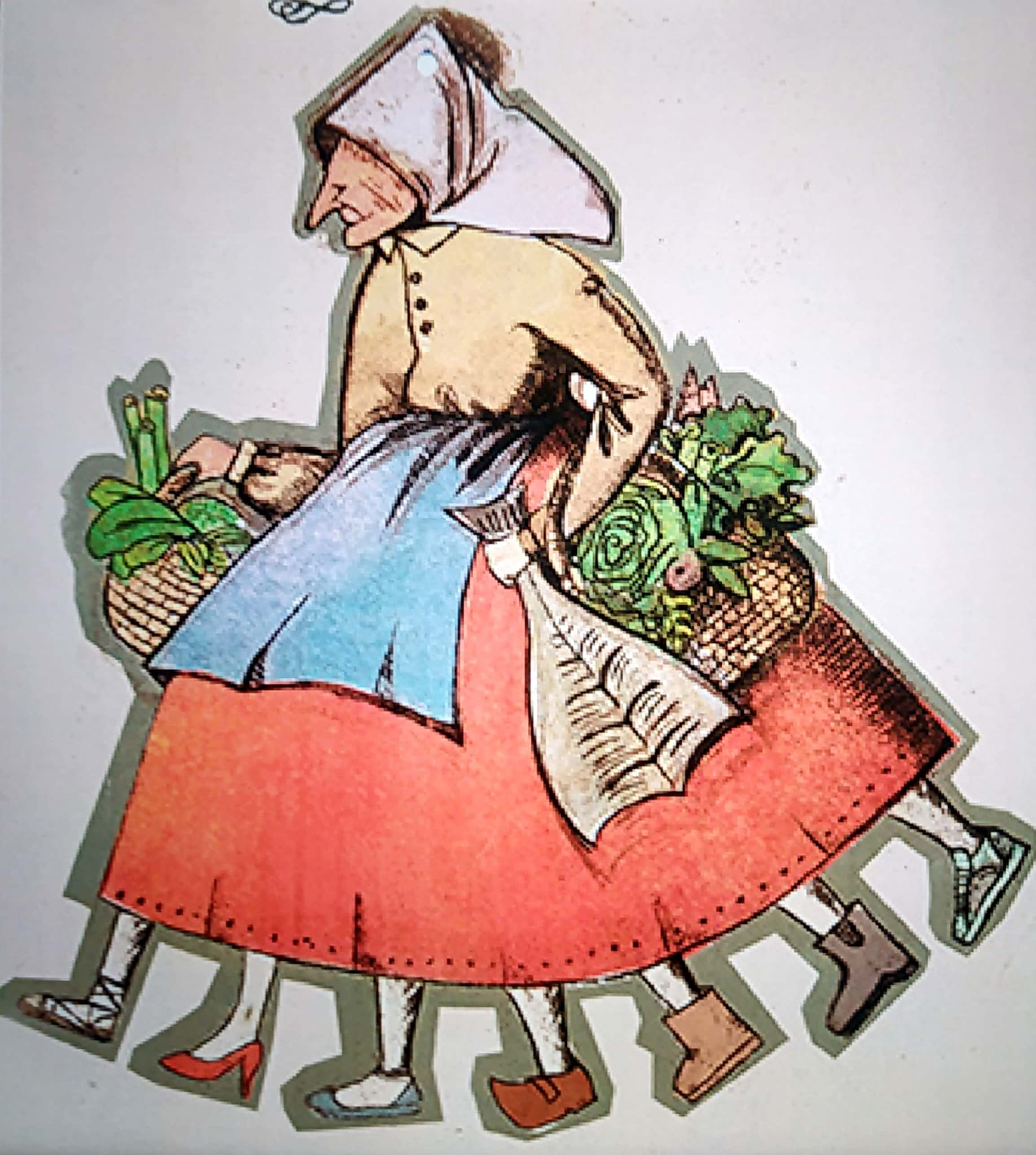
María Siete Piernas

Subiendo por la Rodera de Palazuelo vivía "Maria Siete piernas", este personaje bajaba por la chimenea y robaba el chorizo que se guardaba en las cocinas de los "gargüelos". Se utilizaba para asustar a los niños en las noches de invierno para que no hicieran travesuras, con la frase de "María siete piernas vendrá y te llevará".

### La mora olvidada
En épocas antiguas vivieron los moros en la llamada "cueva de los moros", que se encuentra dirección Villarino de Cebal, a la derecha en el sierro de Palazuelo. Llegado un momento, los moros abandonaron la zona dejando atrás una mora de largos cabellos. Esta joven se quedó en la cueva y en las noches de primavera y verano salía a peinarse bajo la luz de la luna y acompañaba a los pastores en las largas noches de pastoreo. 